# آلي شيدي
الكسندرا اليزابيث «آلي» شيدي (بالإنجليزية: Alexandra Elizabeth "Ally" Sheedy)‏ ولدت في 13 يونيو، 1962. هي ممثلة ومؤلفة أمريكية. اشتهرت بظهورها في أفلام المراهقين في الثمانينات مثل فتيان أشقياء ومناورات (1983) ونادي الإفطار (1985).

## وصلات خارجية
- آلي شيدي على موقع IMDb (الإنجليزية)
- آلي شيدي على موقع ميتاكريتيك (الإنجليزية)
- آلي شيدي على موقع روتن توميتوز (الإنجليزية)
- آلي شيدي على موقع ألو سيني (الفرنسية)
- آلي شيدي على موقع تيرنر كلاسيك موفيز (الإنجليزية)
- آلي شيدي على موقع أول موفي (الإنجليزية)
- آلي شيدي على موقع قاعدة بيانات برودواي على الإنترنت (الإنجليزية)
- آلي شيدي على موقع قاعدة بيانات الأفلام السويدية (السويدية)
- آلي شيدي على موقع إن إن دي بي (الإنجليزية)
- آلي شيدي على موقع قاعدة بيانات الفيلم (الإنجليزية)